# Tatsuya Shiji
Tatsuya Shiji (志治 達雄; 20 ottobre 1938) è un ex calciatore giapponese, di ruolo attaccante.